# Fiesta de Nuestra Señora de las Gallinas
La fiesta de Santa María Coronada del Monte Carmelo, comúnmente conocida como Nuestra Señora de las Gallinas  o Madonna de las Gallinas , en italiano Madonna delle Galline, es una fiesta religiosa y civil que se celebra anualmente en Pagani (Italia).

La leyenda cuenta que una bandada de gallinas rastreras desenterró una tabla con el rostro de la Virgen. El hallazgo fue inmediatamente interpretado como una manifestación divina y a ello siguió la decisión de crear un lugar de culto apropiado, que más tarde se convertiría en la actual iglesia santuario. La tabla, probablemente traída por monjes que habían escapado de Oriente en el VIII-siglo IX para salvar las imágenes sagradas de la destrucción iconoclasta, se arruinaría más tarde y se encargaría a un artista la reproducción del lienzo del siglo XVII, acogido oficialmente con una señal milagrosa y venerado desde hace cuatro siglos.

G. Mancini

## Historia
La tradición popular cuenta que en una iglesia situada en las montañas de Tramonti (literalmente, entre montañas), se conservaba una tabla de madera que representaba a la Virgen del Carmelo; una noche, la Virgen se le apareció al sacristán en sueños, pidiéndole que le dijera al cura que reparara la iglesia que se estaba desmoronando pues de lo contrario se habría marchado a un pueblo donde "hasta las gallinas" la habrían querido. El sacristán informó de todo al cura, pero éste se lo tomó a la ligera; las consecuencias fueron graves: hubo, en efecto, una fuerte tormenta, y el barro arrastró el cuadro río abajo, hasta el territorio del municipio de Pagani.
En el siglo XVI, el día de la Octava de Pascua, unas gallinas, escarbando en un gallinero, sacaron a la luz la pequeña tabla de madera.

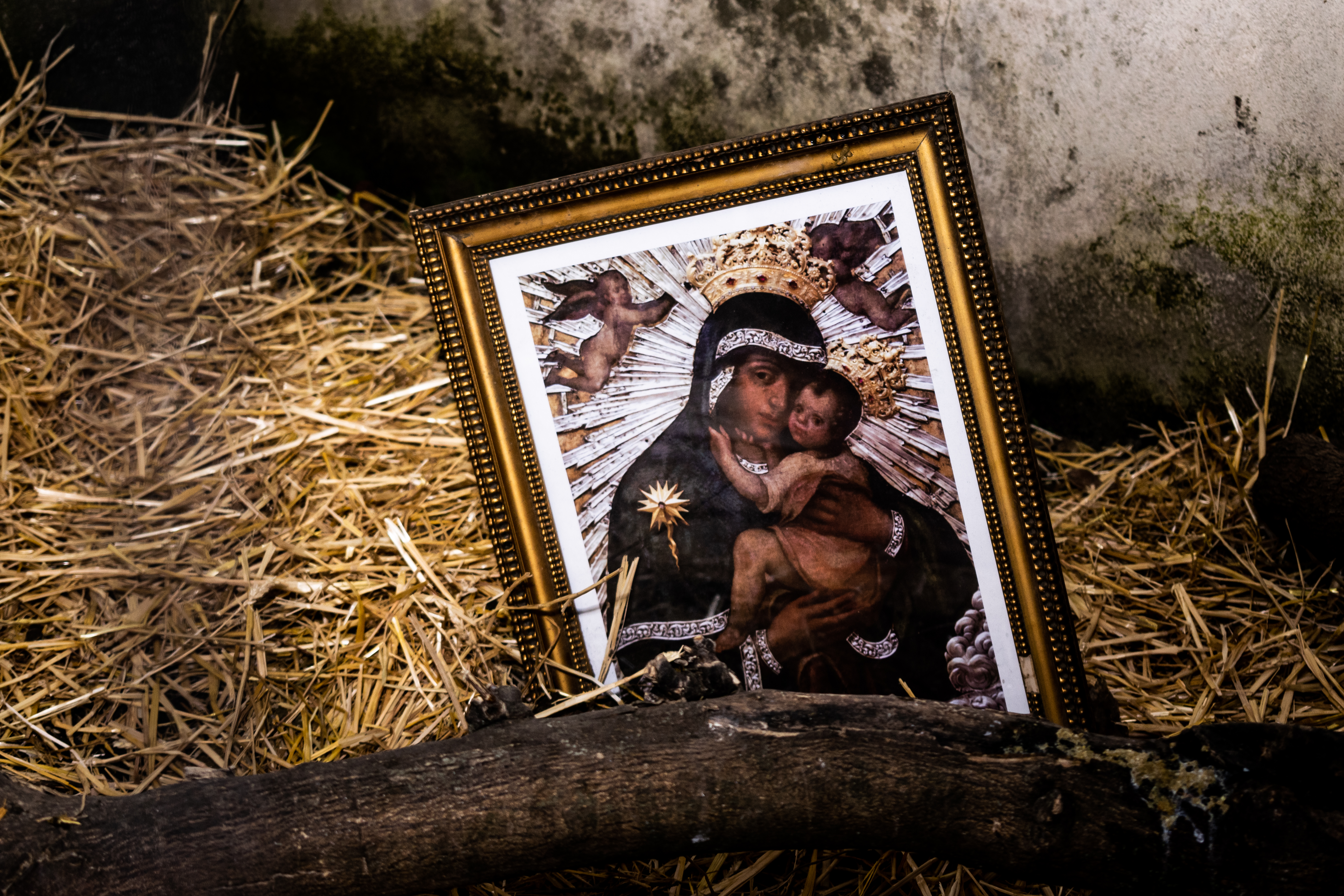
Reproducción del cuadro de madera

Se dice que la imagen ha realizado ocho milagros. Todo comenzó en 1609, cuando un tullido, que se había quedado dormido frente a un camarín de la antigua parroquia de San Felice, donde se guardaba la mesa encontrada por las gallinas, vio a la Virgen mientras dormía; ésta le invitó a levantarse y a tirar las muletas porque estaba curado. El evidente milagro atrajo la atención general hacia el pequeño oratorio y en muy poco tiempo se produjeron nuevas curaciones. Entre 1609 y 1610 se produjeron otros siete milagros que confirmaron en los fieles la devoción a la 'Virgen de las Gallinas' dentro y fuera del agro nocerino-sarnese.
Se decidió entonces la construcción de una iglesia más digna para acoger a los fieles, y en 1610 Monseñor Simone Lunadoro, obispo de  Nocera de' Pagani, nos dice que "gracias a la ayuda del pueblo devoto, que da grandes limosnas, se empieza a construir una iglesia mucho más capaz" en el lugar donde las gallinas habían encontrado la mesa. Las obras debían proceder con mucha rapidez teniendo en cuenta que monseñor Stefano de Vicari, en su visita pastoral realizada en 1615, habla de una "iglesia recién construida" (en latín: ecclesia noviter erecta).
Debido al deterioro de la pintura original, la imagen fue reproducida en lienzo y colocada en esta iglesia construida a propósito, es decir, el Santuario de Nuestra Señora de las Gallinas.
En agosto de 1786 el obispo diocesano, monseñor Benedetto dei Monti Sanfelice, publicó un decreto con el que el capítulo de San Pedro en el Vaticano decidía coronar solemnemente a la 'Madonna delle Galline' en agradecimiento por la protección de María a la población. La ceremonia de coronación tuvo lugar en 1787.

## Celebración

### Ceremonia de apertura de puertas
Los festejos en honor a la Virgen comienzan con el gesto ritual de abrir las puertas del santuario, cerradas desde Semana Santa, para colocar el trono y preparar la estatua de la Santísima Virgen, que, por antigua tradición, queda oculta durante todo el año a la veneración de los creyentes. De hecho, mientras que la imagen milagrosa siempre ha estado expuesta en el altar, la estatua de madera fue creada únicamente para fines procesionales[cita requerida]. El paño que cubre el nicho de la estatua sólo se levanta en la última semana de septiembre, cuando cae la fecha de la coronación del icono, a la que se une una semana de predicación y misas solemnes.
Este evento atrae a miles de ciudadanos, creyentes y paganos, frente al santuario que abre sus puertas a las 18 horas.

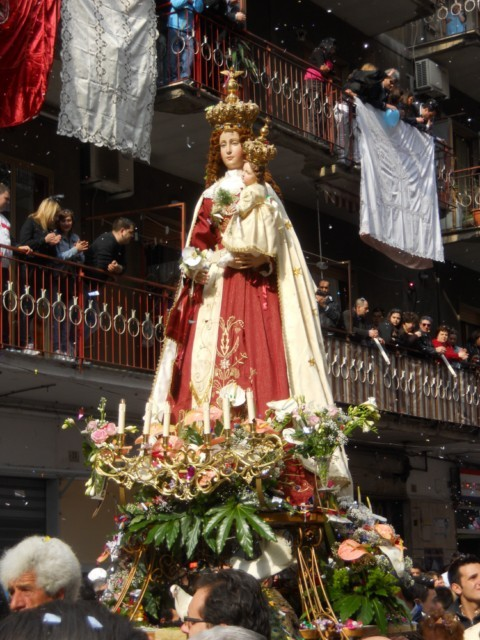
Nuestra Señora de las Gallinas en procesión.

### Procesión
La fiesta religiosa tiene lugar el  domingo in albis con una procesión de la estatua de Nuestra Señora del Carmen transportada en un carro antiguamente empujado por los fieles, pero ahora equipado con un motor. Para ello, el pueblo ofrece diversas aves, principalmente gallinas, pero también patos, palomas, pavos, pavos reales o gallinetas. La ofrenda de pollos va acompañada de la de dulces o tortani, pasteles rústicos rellenos de salchichón y huevos, que antiguamente eran la rica comida de los campesinos. Las madres acercan a sus hijos a la Virgen, para que los proteja. La procesión pasa por las calles, callejones, patios y granjas de Pagani con los pollos a cuestas, que disfrutan de la admiración de todos mientras se posan en la cabeza, en los brazos, a los pies de la Virgen, sin hacer caso del ruido, la música y los barriles, que pesan en el aire. Además, a lo largo del recorrido de la procesión, los fieles crean toselli, edículo votivo adornado con mantas de raso, encajes y moldes de terracota. En los patios, donde el mayor espacio permite crear un tosello más llamativo, se colocan también la estatuilla de la Virgen María y pequeños gallineros, a veces acompañados de tammurriate o danzas típicas, exhibiciones y banquetes. Frente a la Basílica Pontificia de San Alfonso María de Ligorio en Pagani, la estatua de la Virgen recibe como regalo, por parte de la Padres Redentores, un par de gallinas, según la tradición iniciada por el propio San Alfonso, que es correspondida por la Virgen con dos palomas. Inmediatamente después del rito del intercambio, la procesión se reanuda para detenerse de nuevo en la plaza Corpo di Cristo, donde a veces se celebra la misa solemne al aire libre, presidida por el obispo. Tras la celebración eucarística, la procesión continúa su camino y la Virgen vuelve al santuario, donde, al final de la procesión, se canta el  Magnificat.

### Tamborrada
El rasgo más importante que envuelve toda la fiesta es la tamborrada, un frenesí de música popular que estalla el viernes in albis, acompaña a la población durante toda la jornada del domingo y finaliza al amanecer del lunes siguiente, cuando los devotos van a depositar a los pies de la Virgen los tambores utilizada durante la fiesta. La tammorra es un tambor de marco que emite sonidos determinados por el impacto de la palma de la mano y los dedos. El ritmo de la tammurriata también está determinado por un segundo instrumento, estrechamente relacionado con la tamborrada. Se trata de las castañuelas, dos pares de maderas que, sujetas a la mitad de las dos manos, producen un sonido claro y sonoro que acompaña al sonido más oscuro y ensordecedor de la tamborrada. La tamborrada determina el inicio de las celebraciones, acompaña a los festeros durante todo el domingo y reúne a los danzantes más allá de la fiesta para sellarla definitivamente. Una vez pasada la procesión de la Virgen, se crean los círculos, donde la tamborrada y los devotos dan vida libremente a la ella.

### Deposición de los tambores
Al amanecer del lunes, los tamborileros, que ya llevan tres días y tres noches tocando y bailando en los toselli, se dirigen en procesión al santuario, donde depositan sus instrumentos a los pies de la Virgen y, dándole las gracias, hacen un acto de sumisión, y luego, sin dar nunca la espalda al altar, salen del santuario cantando la antigua canción popular Madonna de la Grazia.

### Cambios en el evento
En 2020 y 2021, el evento se suspendió debido a la pandemia. Para el año 2022 está prevista una reanudación parcial de la fiesta, a continuación las palabras del alcalde de la ciudad de Pagani Raffaele Maria De Prisco sobre cómo se desarrollarán los festejos:
La Virgen saldrá como es tradición a las 9 de la mañana del Domenica in albis 24 de abril del Santuario y permanecerá expuesta durante todo el día en la Piazza D'Arezzo. Habrá cuatro Misas al aire libre, a las 9, 11, 17 y 19.30 horas, con momentos de oración a lo largo del día. A las 19.00 horas se celebrará el tradicional intercambio de regalos con la Padres del Redentor en la Piazza D'Arezzo.

### Platos típicos
Los platos típicos de esta fiesta son los tagliolini con ragú, el tortano, el casatiello y las alcachofas asadas, que se cocinan en la tradicional furnacella (u hornillo), un instrumento de cocina similar a un brasero.
Además, al comer estos fideos, la tradición dice que uno se mancha la camisa. Esta mancha se llama "schizzetto".

### Reconocimiento
- El Istituto centrale per la DemoEtnoAntropologia ha reconocido el evento como Patrimonio Inmaterial de Italia.[11]

## Galería de imágenes

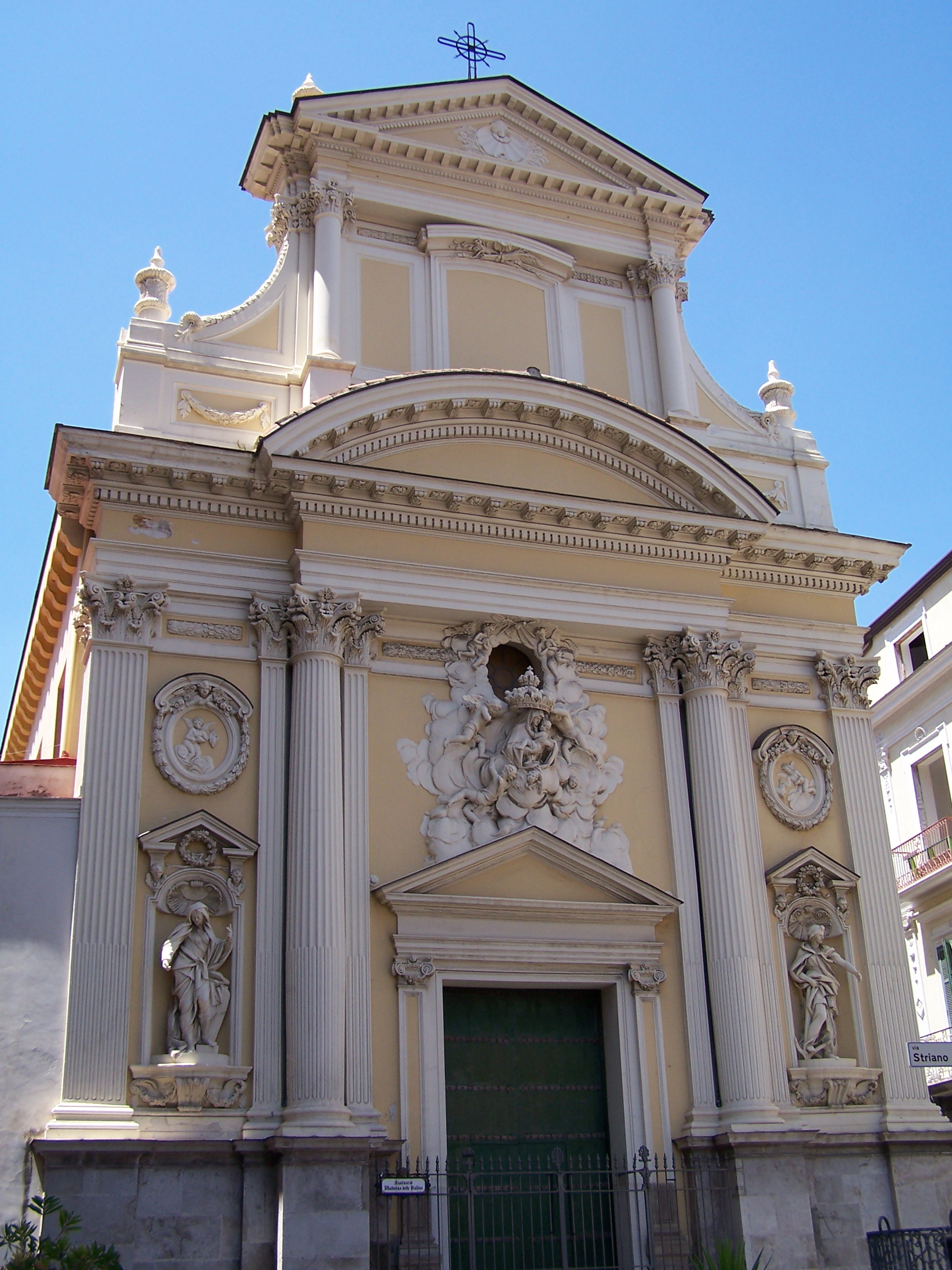
Fachada del Santuario de la Madonna delle Galline
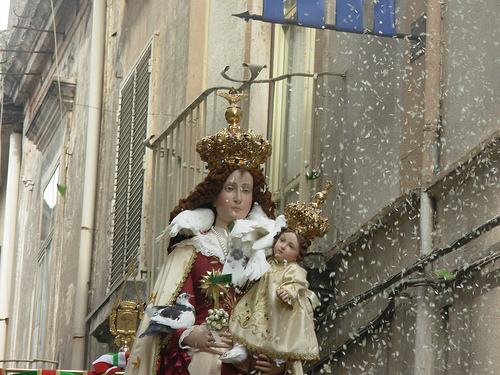
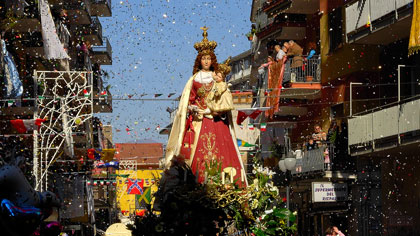
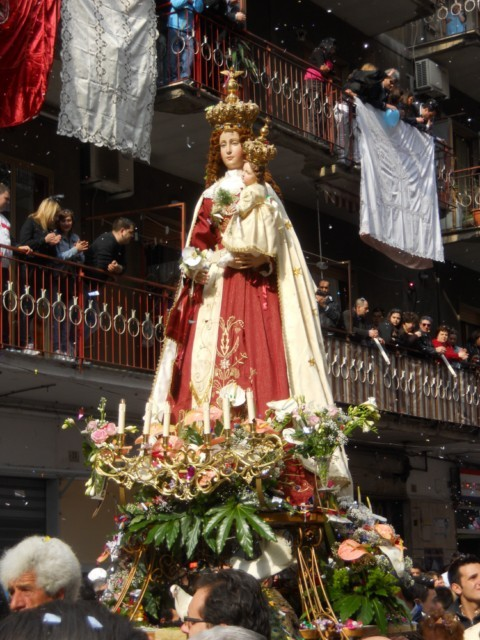
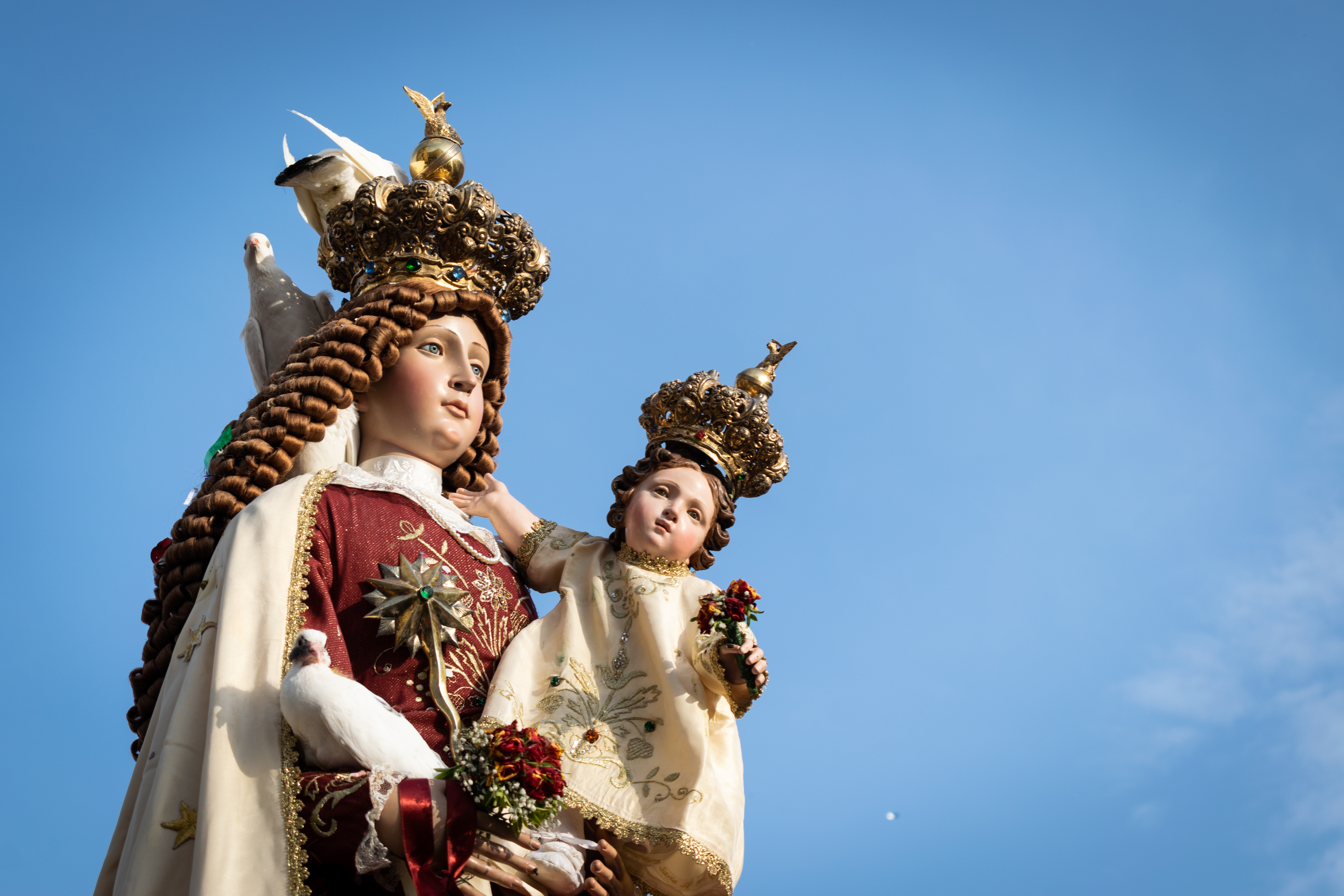
Nuestra Señora de las Gallinas en procesión, 2018
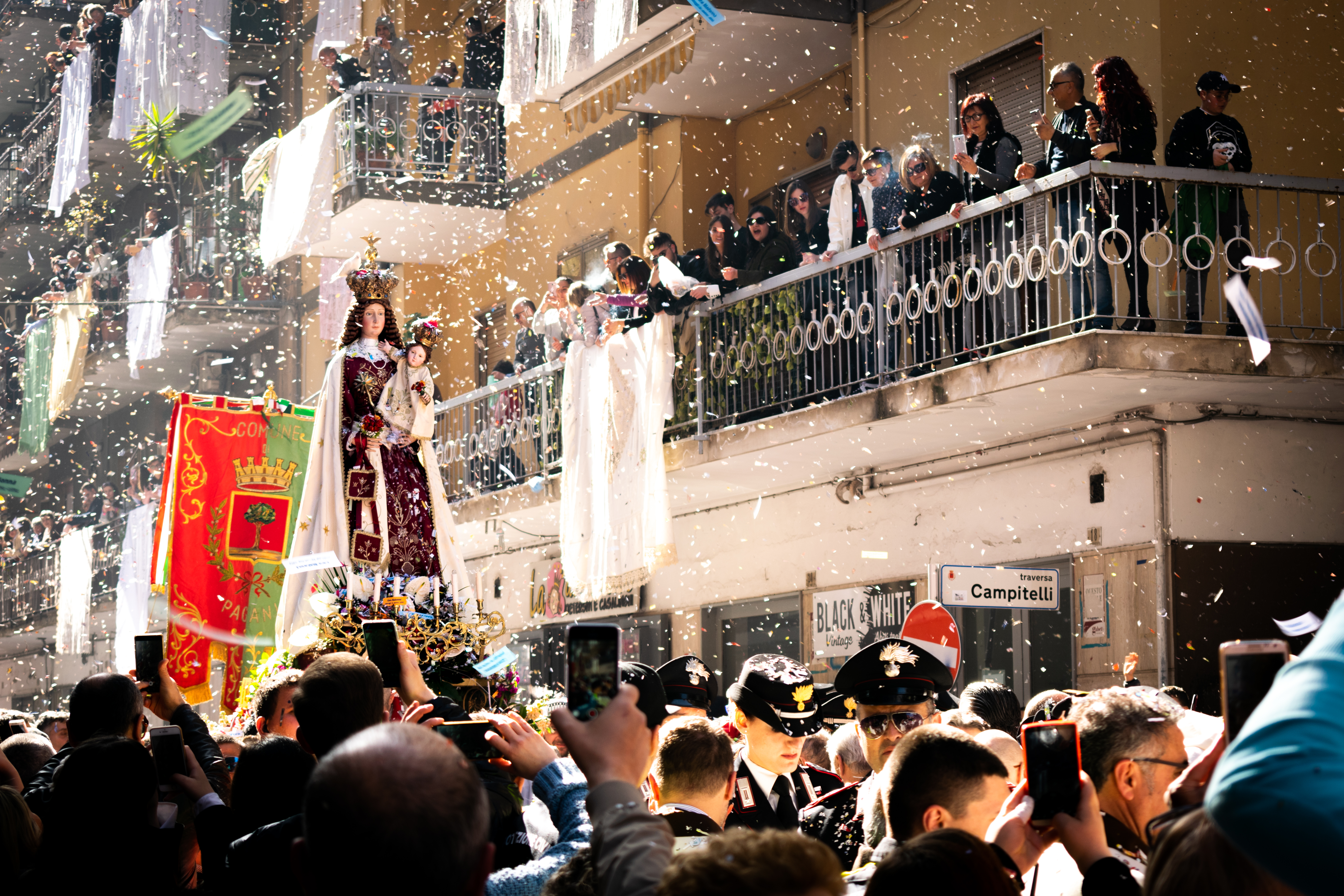
Estatua de la Madonna delle Galline en procesión en viale Trieste durante las celebraciones de 2018